# Régions de la Tchéquie
 (signalé en juin 2025).
Si vous disposez d'ouvrages ou d'articles de référence ou si vous connaissez des sites web de qualité traitant du thème abordé ici, merci de compléter l'article en donnant les références utiles à sa vérifiabilité et en les liant à la section « Notes et références ».
- Archive Wikiwix
- Bing
- Cairn
- DuckDuckGo
- E. Universalis
- Gallica
- Google
- G. Books
- G. News
- G. Scholar
- Persée
- Qwant
- (zh) Baidu
- (ru) Yandex
- (wd) trouver des œuvres sur Wikidata

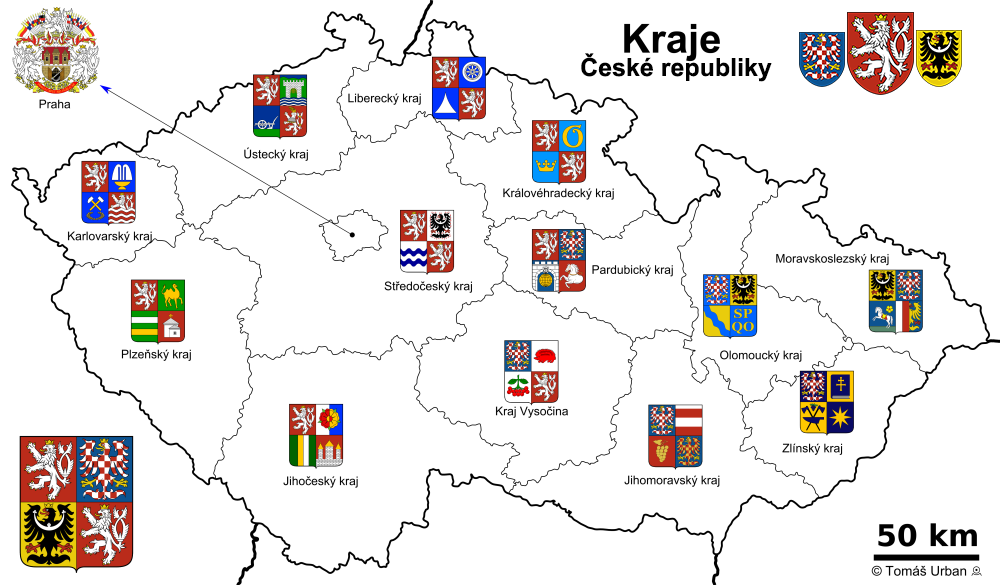
Emplacement des régions tchèques.

La Tchéquie est subdivisée en treize régions administratives (sing. kraj, pl. kraje) qui constituent également, depuis le 12 novembre 2000, des collectivités territoriales, avec une assemblée et un exécutif élus. La ville-capitale (Prague) a un statut spécial et est le plus souvent considérée comme une quatorzième région, même si elle n'en possède pas le statut.

## Sept anciennes régions tchèques
Issue de la division de la Tchécoslovaquie en 1992, la Tchéquie est l'ancien royaume médiéval créé par les Přemyslides au XIIe siècle et formé par le duché de Bohême, le margraviat de Moravie et la Silésie tchèque, réunies sous la Couronne de Bohême, qui passa par la suite dans l'obédience du Saint-Empire romain germanique et finit par échoir aux Habsbourg jusqu'en 1918 lorsque fut créée la Tchécoslovaquie.
En 1960 celle-ci fut divisée en dix régions : sept régions tchèques (cinq régions de Bohême, deux de Moravie) et trois régions slovaques. Les cinq régions de Bohême étaient alors la Bohême du Nord, la Bohême Occidentale, la Bohême Centrale, la Bohême Orientale et la Bohême du Sud. La Moravie était scindée entre la Moravie du Nord et la Moravie du Sud.

## Treize régions actuelles
La Tchéquie est subdivisée en quatorze entités de premier niveau, toutes identifiées par un code dans la norme ISO 3166-2:CZ.
La ville-capitale de Prague (Hlavní město Praha) est une subdivision administrative de premier niveau mais n’a pas le statut de région (kraj).
| Blason | Région                                 | Chef-lieu        | Population | Surface (km2) |
| ------ | -------------------------------------- | ---------------- | ---------- | ------------- |
|        | Prague* (Hlavní město Praha)           | Prague           | 1 176 592  | 496           |
|        | Bohême-du-Sud (Jihočeský kraj)         | České Budějovice | 626 870    | 10 057        |
|        | Moravie-du-Sud (Jihomoravský kraj)     | Brno             | 1 130 620  | 7 067         |
|        | Karlovy Vary (Karlovarský kraj)        | Karlovy Vary     | 304 644    | 3 315         |
|        | Hradec Králové (Královéhradecký kraj)  | Hradec Králové   | 547 903    | 4 758         |
|        | Liberec (Liberecký kraj)               | Liberec          | 428 291    | 3 163         |
|        | Moravie-Silésie (Moravskoslezský kraj) | Ostrava          | 1 251 883  | 5 535         |
|        | Olomouc (Olomoucký kraj)               | Olomouc          | 639 033    | 5 159         |
|        | Pardubice (Pardubický kraj)            | Pardubice        | 505 584    | 4 519         |
|        | Pilsen (Plzeňský kraj)                 | Pilsen           | 550 369    | 7 561         |
|        | Bohême-Centrale (Středočeský kraj)     | Prague           | 1 150 040  | 11 014        |
|        | Ústí nad Labem (Ústecký kraj)          | Ústí nad Labem   | 823 020    | 5 335         |
|        | Vysočina (Kraj Vysočina)               | Jihlava          | 510 032    | 6 926         |
|        | Zlín (Zlínský kraj)                    | Zlín             | 590 484    | 3 964         |

Il s'agit de régions administratives et non traditionnelles. De fait, elles ne concordent pas forcément avec les anciennes limites des régions historiques de Bohême, Moravie et Silésie.

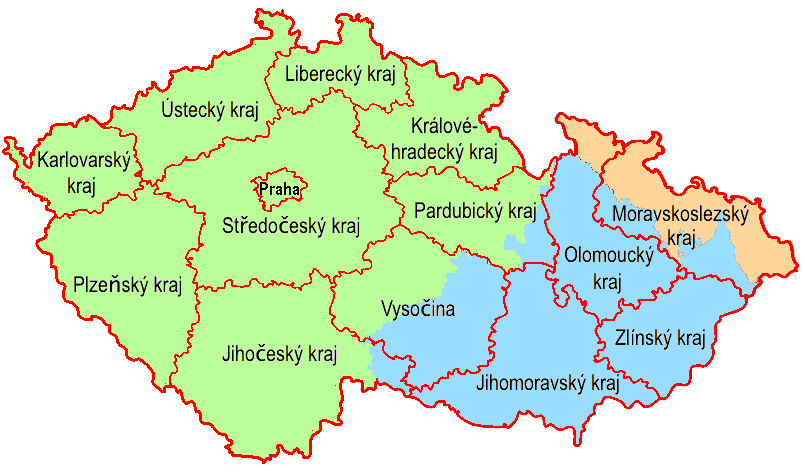
La Tchéquie formée de la Bohême (vert), de la Moravie (bleu) et de la Silésie tchèque (orange).

Sept régions sont situées entièrement en Bohême : la Bohême-Centrale (Středočeský kraj), la région de Karlovy Vary (Karlovarský kraj) (plus connue sous le nom de Carlsbad), la région de Hradec Králové (Královéhradecký kraj), la région de Liberec (Liberecký kraj), la région de Plzeň (Plzeňský kraj) et la région d’Ústí nad Labem (Ústecký kraj).
Trois régions se situent à cheval entre la Bohême et la Moravie : la Bohême-du-Sud (Jihočeský kraj), la région de Pardubice (Pardubický kraj) et la région de Vysočina (Kraj Vysočina ou Vysočina).
Deux régions sont situées entièrement en Moravie : la région de Moravie-du-Sud (Jihomoravský kraj) et la région de Zlín (Zlínský kraj).
Enfin deux régions se situent à cheval entre la Moravie et la Silésie (Silésie tchèque) : la région de Moravie-Silésie (Moravskoslezský kraj) et la région d’Olomouc (Olomoucký kraj).

## Régions NUTS

Régions NUTS 2 de la Tchéquie.

Régions NUTS 3 de la Tchéquie.

Le découpage lié à la nomenclature des unités territoriales statistiques (NUTS) de l'Union européenne a donné naissance à des regroupements régionaux à usage statistique et administratif.
| NUTS 1   | Code | NUTS 2                            | Code | NUTS 3                   | Code  |
| -------- | ---- | --------------------------------- | ---- | ------------------------ | ----- |
| Tchéquie | CZ0  | Praha (Prague)                    | CZ01 | Prague                   | CZ010 |
| Tchéquie | CZ0  | Střední Čechy (Bohême centrale)   | CZ02 | Bohême centrale          | CZ020 |
| Tchéquie | CZ0  | Jihozápad (Sud-ouest)             | CZ03 | Bohême-du-Sud            | CZ031 |
| Tchéquie | CZ0  | Jihozápad (Sud-ouest)             | CZ03 | Région de Plzeň          | CZ032 |
| Tchéquie | CZ0  | Severozápad (Nord-ouest)          | CZ04 | Région de Karlovy Vary   | CZ041 |
| Tchéquie | CZ0  | Severozápad (Nord-ouest)          | CZ04 | Région d'Ústí nad Labem  | CZ042 |
| Tchéquie | CZ0  | Severovýchod (Nord-est)           | CZ05 | Région de Liberec        | CZ051 |
| Tchéquie | CZ0  | Severovýchod (Nord-est)           | CZ05 | Région de Hradec Králové | CZ052 |
| Tchéquie | CZ0  | Severovýchod (Nord-est)           | CZ05 | Région de Pardubice      | CZ053 |
| Tchéquie | CZ0  | Jihovýchod (Sud-est)              | CZ06 | Région de Vysočina       | CZ063 |
| Tchéquie | CZ0  | Jihovýchod (Sud-est)              | CZ06 | Région de Moravie du Sud | CZ064 |
| Tchéquie | CZ0  | Střední Morava (Moravie centrale) | CZ07 | Région d'Olomouc         | CZ071 |
| Tchéquie | CZ0  | Střední Morava (Moravie centrale) | CZ07 | Région de Zlín           | CZ072 |
| Tchéquie | CZ0  | Moravskoslezsko                   | CZ08 | Moravie-Silésie          | CZ080 |